# Sirius-Orden

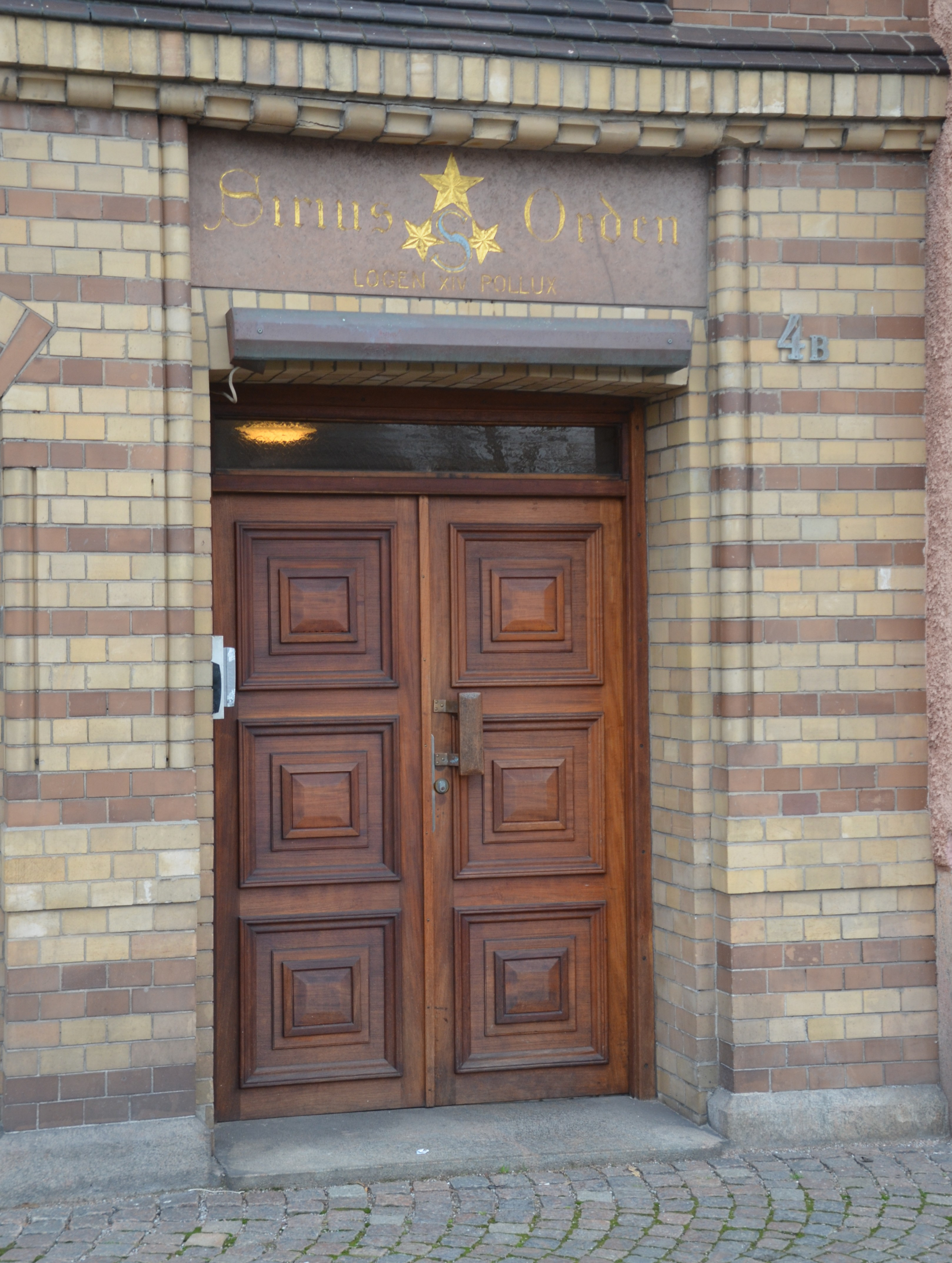
Sirius-Ordens emblem

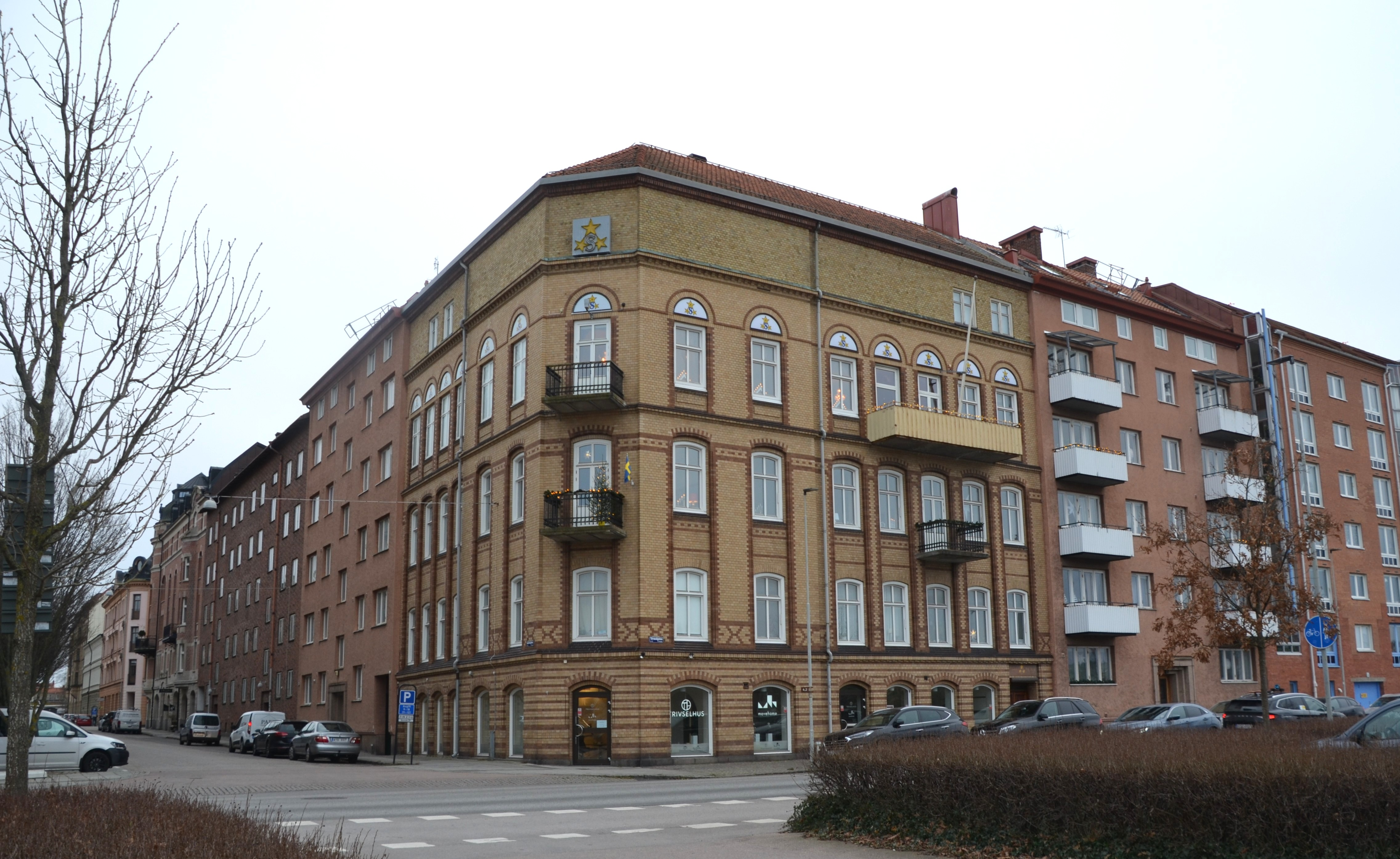
Byggnaden för Sirius-Orden, Logen XIV Pollux vid Strandgatan i Halmstad

Sirius-Orden är ett svenskt ordenssällskap, som grundades i Ystad 1906. Sällskapet har cirka 5 100 medlemmar i  46 loger från Trelleborg i söder till Ludvika i norr. Sirius-Orden är en sammanslutning av män och har till sitt allmänna syftemål:
| ” | Att oberoende av politiska, religiösa eller i övrigt sekteristiska synpunkter under erkännande av ett högsta väsen obrottsligt fasthålla vid broderskapstanken i ord och handling. Sålunda får ej politiska eller religiösa frågor behandlas inom Orden och ej heller får sådana ämnen, som kan betraktas som parti- eller klassfrågor förekomma. | „ |

## Grader och ritualer
Som alla ordenssällskap arbetar Siriusorden rituellt i ett gradsystem, där varje grads innehåll är hemligt för utomstående och bröder av lägre grad. Siriusorden har nio grader.